# Liz Mohn
Liz Mohn (nata Elisabeth Beckmann) (Wiedenbrück, 21 giugno 1941) è un'imprenditrice tedesca, miliardaria e filantropa. È stata sposata con Reinhard Mohn  fino alla sua morte nel 2009.
Liz Mohn rappresenta la quinta generazione della famiglia che ha fondato e continua a svolgere un ruolo di primo piano nel gruppo media Bertelsmann.  Fino al 2021 è stata presidente del comitato direttivo della Bertelsmann Verwaltungsgesellschaft (BVG) e ne è tuttora membro.  È anche componente degli organi di governo di Bertelsmann. Inoltre, fino a giugno 2021 Liz Mohn è stata vicepresidente del consiglio di amministrazione e del consiglio di fondazione della Bertelsmann Stiftung senza scopo di lucro e da allora è membro onorario del consiglio di fondazione.
Il Liz Mohn Center ha raggruppato i suoi progetti di promozione della comprensione internazionale, su temi di business con un focus sui temi del management moderno, insieme a quelli in campo culturale.  Mohn è stata insignita di numerosi premi per il suo ampio impegno civico, tra cui la Gran Croce dell'Ordine al Merito della Repubblica Federale Tedesca.

## Biografia
Nata nel 1941, dopo aver completato gli studi Mohn ha iniziato un apprendistato come igienista dentale. Successivamente ha fatto domanda per diventare un'operatrice telefonica presso Bertelsmann e successivamente ha lavorato per il club del libro dell'azienda. All'età di 17 anni ha incontrato Reinhard Mohn. Nel 1963 sposò l'editore Joachim Scholz; la coppia si separò nel 1978. Nel 1982 il divorzio. Liz e Reinhard Mohn si sposarono lo stesso anno. Lui ha adottato i loro figli biologici Brigitte Mohn, Christoph Mohn e Andreas Mohn.

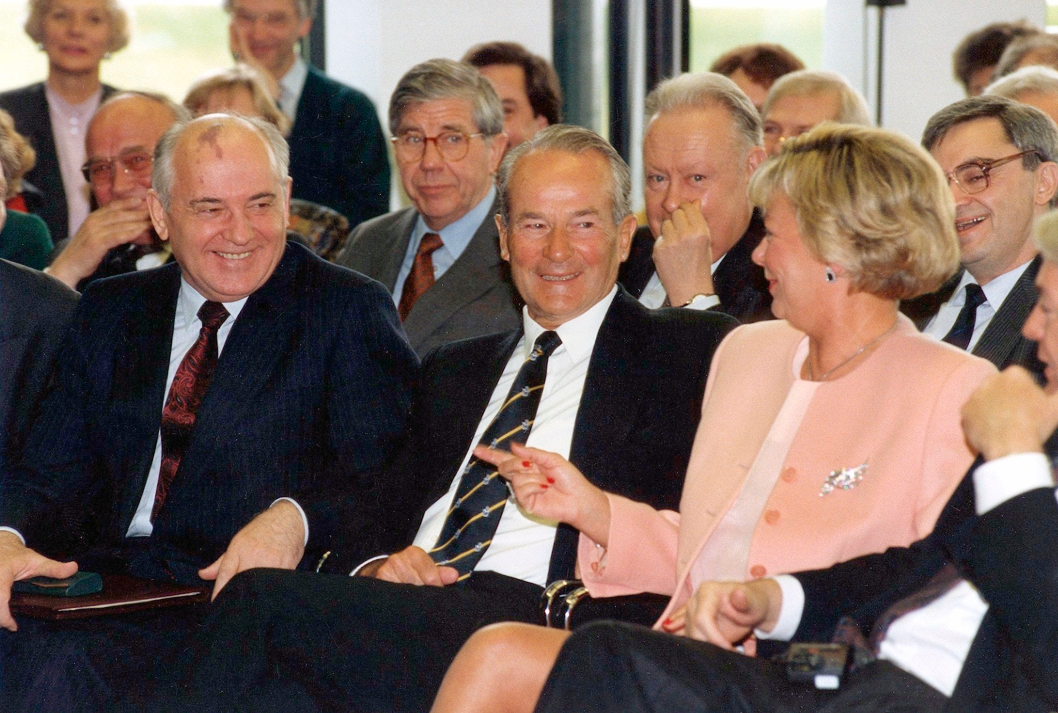
Liz Mohn, Reinhard Mohn e Mikhail Gorbachev (1992)

Negli anni successivi, Liz Mohn iniziò gradualmente a ricoprire un ruolo più importante nell'azienda e nella fondazione. Nel 1986 entrò a far parte del consiglio consultivo della Bertelsmann Stiftung.  Nel 1999, le è stato chiesto di diventare un membro dell'assemblea degli azionisti di Bertelsmann Verwaltungsgesellschaft, che controlla i diritti di voto all'assemblea generale annuale del gruppo dei media. Nel 2000 è entrata a far parte anche del comitato esecutivo della Bertelsmann Stiftung; la fondazione detiene indirettamente la maggioranza delle azioni del gruppo Bertelsmann. Nel 2002, Mohn è passata alla prima posizione alla Bertelsmann Verwaltungsgesellschaft, dove divenne anche la portavoce della famiglia; inoltre, è entrata a far parte del consiglio di sorveglianza di Bertelsmann. Con ciò, ha assunto un ruolo di primo piano nella supervisione dell'azienda.
Liz Mohn è diventata il successore di suo marito alla sua morte nel 2009. Tra gli altri diritti, Reinhard Mohn le aveva concesso un veto alla Bertelsmann Verwaltungsgesellschaft. Le è stata inoltre assegnata la maggioranza dei diritti di fondatrice presso la Bertelsmann Stiftung, che le consente, ad esempio, di proporre membri per il consiglio di amministrazione.

## Opere
- Liz Mohn, Liebe öffnet Herzen,  Monaco: C. Bertelsmann Verlag, 2001 ISBN 3-570-00367-1
- Liz Mohn, Werte: Was die Gesellschaft zusammenhält ,  Gütersloh: Verlag Bertelsmann Stiftung, 2006 ISBN 3-89204-908-4
- Liz Mohn, Ursula von der Leyen, Familie gewinnt: Die Allianz und ihre Wirkungen für Unternehmen und Gesellschaft,  Gütersloh: Verlag Bertelsmann Stiftung, 2007 ISBN 978-3-89204-927-2
- Liz Mohn; Karin Schlautmann,  Positionen: Unternehmenskultur und Werte, Gütersloh: Verlag Bertelsmann Stiftung, 2010 ISBN 978-3-86793-229-5
- Liz Mohn, Schlüsselmomente: Erfahrungen eines engagierten Lebens, Monaco: C. Bertelsmann Verlag, 2011 ISBN 978-3-570-10110-0